# Fatima Daas
Fátima Daas (Saint-Germain-en-Laye, departamento de Yvelines, 1995) es el seudónimo de una novelista francesa. Saltó a la fama en 2020 con su aclamada primera novela, La hija pequeña traducido a varios idiomas.

## Trayectoria
Nacida en 1995 en Saint-Germain-en-Laye en el seno de una familia de origen argelino, Daas es la última de sus hermanos. Creció principalmente en Clichy-sous-Bois. Cuando era adolescente, descubrió que era lesbiana. Asume esta identidad, haciéndola convivir con su creencia en el Islam. Explora esta doble identidad en su primera novela, que fue muy bien recibida por la crítica en el inicio de la temporada literaria de 2020.
En el instituto Alfred Nobel, los talleres de escritura dirigidos por Tanguy Viel reforzaron su gusto por la literatura. Obtuvo un máster en escritura creativa en la Universidad de París 8 Vincennes – Saint-Denis. Allí conoció a Virginie Despentes, lo que supuso para ella un nuevo desencadenante, en particular a través de su libro Teoría King Kong.
En su primera novela, explora una forma de fragilidad existencial, con respecto a sus diferentes identidades porque según ella misma " es difícil estar siempre al lado, al lado de los demás, nunca con ellos, al lado de su vida, al lado del plato". Sin embargo, esta complejidad refuerza su personalidad. También dice haber decidido no renunciar a ninguna de sus identidades.
Ha explicado que se puso a escribir por vergüenza. En una entrevista con Le Monde, dijo que como lesbiana puede haber sentido homofobia interiorizada. A sí misma, se define como feminista interseccional.
En julio y agosto de 2021, Daas condujo el programa de radio Ces paroles invisibles en France Inter, en el que dio la palabra a lectores de su novela que hablaron de su relación con la religión, su identidad de género, su sexualidad y sus compromisos activistas.
A finales de 2021, realizó una residencia de escritores en los Ateliers Médicis durante la cual dirigió talleres de escritura con jóvenes de la escuela de cine Kourtrajmé sobre encontrar el lugar propio. Estos talleres dieron lugar a la escritura y luego a las grabaciones.

## Obra
- La hija pequeña, novela, Cabaret Voltaire N.º 1, 2021, ISBN 978-8412175387